# Mabel Bianco
Mabel Bianco (Buenos Aires, 1941) é uma médica argentina que dedicou sua carreira à luta pelo acesso das mulheres a melhores serviços de saúde e à educação sexual. Em 1989, ela criou a Fundação para Estudos e Pesquisas sobre a Mulher (Fundación para Estudio e Investigación de la Mujer - FEIM), e é sua presidente. Ela tem sido uma ativista na América Latina e no mundo, introduzindo políticas que abordam o câncer de mama, HIV/AIDS, direitos reprodutivos e reforma de gênero na ONU.

## Vida pregressa
Nascida em Buenos Aires, em 1941, Mabel Bianco estudou Medicina na Universidad del Salvador (1958–1964), obteve mestrado em saúde pública pela Universidad del Valle da Colômbia, em 1968, e especializou-se em epidemiologia e estatística médica na Escola Londrina de Higiene e Medicina Tropical (1971-1972).

## Carreira
Depois de lecionar na escola de saúde pública da Universidade de Buenos Aires (1972–1976), ela criou o Centro de Pesquisas Epidemiológicas (Centro de Investigaciones Epidemiológicas) na Academia Nacional de Medicina, em 1981.
Trabalhando como assessora no Ministério da Saúde argentino desde 1983, ela criou um programa sobre Mulheres, Saúde e Desenvolvimento e ajudou na ratificação da Convenção sobre a Eliminação de Todas as Formas de Discriminação contra as Mulheres. Ela promoveu um estudo sobre a mortalidade materna que revelou que, na ausência de planejamento familiar, as mulheres pobres corriam o risco de abortos inseguros. Após uma mudança de governo em 1989, Mabel Bianco deixou o ministério da saúde. Naquele ano, ela fundou a FEIM para promover os direitos reprodutivos das mulheres como forma de melhorar o acesso ao aborto seguro. Apesar das melhorias concretas, na maioria dos casos, o aborto continuou a ser ilegal na Argentina.
A nível internacional, em 1985, foi delegada na Conferência Mundial sobre a Mulher de Nairobi e, desde então, tem servido como membro do conselho da OPAS, OMS, UNICEF, UNIFEM e UNFPA. Ela também participou da Conferência Internacional sobre População e Desenvolvimento de 1994, no Cairo, da Cúpula da Terra da ONU em 1992, no Rio de Janeiro, da Conferência Mundial sobre a Mulher de 1995, em Pequim, e da Cúpula Mundial da ONU para o Desenvolvimento Social de 1995, em Copenhague. Pioneira na investigação sobre a prevenção do HIV/SIDA, ajudou a estabelecer a ONUSIDA, em 1994.
Mabel Bianco chefiou o programa argentino de HIV/AIDS (2001-2002) e participou do Projeto de Controle de AIDS e DST (LUSIDA) financiado pelo Banco Mundial. Em 2012, ela criou e co-presidiu o Comitê de ONGs sobre a Condição das Mulheres da América Latina e do Caribe. Ela também criou e presidiu vários outros grupos, incluindo a Rede Argentina de Saúde da Mulher HERA (Saúde, Empoderamento, Direitos e Responsabilidade).

## Prêmios
Entre os diversos prêmios e distinções recebidos por Mabel Bianco estão:
- 2011 - Escolhida pela Newsweek como “uma das 150 mulheres que abalam o mundo
- 2011 - Reconhecido pela Women Deliver como "um dos indivíduos mais inspiradores no fornecimento de serviços para meninas e mulheres"
- 2013 - "Dignidade 2013" concedida pela Assembleia Permanente Argentina para os Direitos Humanos (APDH)
- 2017 - "Mulher de Distinção", Comitê de ONGs sobre a Situação da Mulher[8]
- 2019 - Uma das "100 mulheres inspiradoras e influentes de todo o mundo para 2019" da BBC[9]